# Rob Estes
Robert Estes (22. srpnja 1963.), američki glumac. Najpoznatiji je po ulogama Harryja Wilsona u TV seriji "90210", Chrisa Lorenza u TV seriji "Svilene čarape" i Kylea McBridea u TV seriji "Melrose Place".